# ثيو بول
ثيو بول هو لاعب كرة قدم بلجيكي في مركز الدفاع، ولد في 24 أبريل 1951 في بلجيكا. لعب مع بيرتشوت وستاندارد لييج ونادي بيرنغن.

## وصلات خارجية
- ثيو بول على موقع قاعدة بيانات كرة القدم.إي يو (الإنجليزية)
- ثيو بول على موقع عالم كرة القدم.نت (الإنجليزية)